# Нусах тейман
Нусах тейман (ивр. נוסח תימן‎, буквально — «йеменский вариант», «йеменский канон») — распорядок молитв, используемый частью йеменских евреев — субэтнической группы евреев, сформировавшейся на территории Йемена (в настоящее время почти все йеменские евреи проживают в Израиле).

## История
До XVI века все йеменские евреи использовали свой традиционный обряд, считая его наиболее аутентичным, восходящим к эпохе Второго Храма. На самом деле, он, как и другие молитвенные каноны евреев, включает в себя много поздних добавлений, большей частью основанных на постановлениях вавилонских гаонов. Спорным остаётся влияние на йеменский канон Маймонида, выдающегося раввина XII века. Общеизвестно, что йеменский канон — идентичен порядку молитв, описанных Маймонидом в его галахическом кодексе «Мишне Тора», то есть логично предположить, что он и основан на этом труде. Однако, йеменские раввины утверждают, что всё было наоборот, Маймонид в основу своей кодификации молитв положил обычаи йеменских евреев как наиболее аутентичные.
После изгнания евреев из Испании и под влиянием лурианской каббалы все восточные общины постепенно переходили на сефардский канон, использовавшийся испанскими изгнанниками. Это облегчалось тем, что уже существовали печатные издания сефардских молитвенников. Постепенно некоторые сефардские элементы начали проникать и в Йемен, а в XVIII веке была сделана попытка полностью перевести йеменских евреев на сефардский нусах. Это вызвало раскол, хотя большинство приняло новый обряд, часть общины осталась верна старой традиции.
Большую работу по сохранению традиционных обычаев произвёл раввин Ихья Салех, известный также как Махариц. Он написал большой комментарий к молитвеннику, в котором поддержал старый обряд, в то же время введя в него избранные элементы сефардского (которые, скорее всего, были не его личным нововведением, а закреплением уже существующих обычаев). В 1894 году в Иерусалиме вышло первое печатное издание этого молитвенника.
В результате йеменскими евреями сейчас используется два обряда — местный вариант сефардского, получивший название шами (араб. شامي‎, букв. — «левантийский», так как именно оттуда сефардский нусах пришёл в Йемен), и традиционный, получивший название балади (بلدي‎, букв. — «моя страна», «местный»). Последний, собственно, и представляет собой йеменский канон.
В старых йеменских молитвенниках использовалась надстрочная вавилонская система огласовок. Сейчас они печатаются по повсеместно используемой подстрочной тивериадской системе, но при этом сохраняются уникальные особенности произношения, причём, как в обряде балади, так и в шами.

## Отличительные черты
- Текст Кадиша отличается от других вариантов и, как полагают, — более архаичен (хотя Кадиш в свитках каирской генизы ещё более отличается от современного). Существует особая форма Кадиша, читаемая тем, кто молится в одиночку (в других нусахах Кадиш читается только в миньяне).
- Кадиш, в соответствии с древней традицией, никогда не читается несколькими молящимися одновременно.
- Шма читают все молящиеся вслух хором. Также читаются и Псукей де-Зимра.
- Второе благословение после Шма вечером содержит большую вставку, добавленную гаонами.
- Таханун читается в традиционной позе с падением ниц на землю каждый будний день (ашкеназы и сефарды совершают падение ниц лишь дважды в год в Рош ха-Шана и Йом-кипур) после молитвы «Амида». В текст Таханун не включается исповедь (видуй).
- Сохранилась древняя традиция сопровождать публичное чтение Торы переводом на иудео-арамейский язык (обычно Таргум зачитывает мальчик, возрастом до 13 лет).
- Вызванный к чтению Торы читает текст сам (в других общинах это делает специальный человек — ба́аль-ко́ре).
- Недельные главы «Хукат» и «Балак» почти всегда читаются вместе (в отличие от других нусахов, объединяющих главы «Матот» и «Масей»).
- Молитва «Алену» читается только в шахарит и маарив. Это одно из заимствованных нововведений, в древних молитвенниках этой молитвы вообще нет — она читалась, в соответствии с первоначальной традицией, только в мусафе на Рош ха-Шана.
- В старые молитвенники включён «Свиток Антиоха», читавшийся в ханукальную субботу (аналогично свитку Эстер в Пурим).
- Пасхальная маца делается в виде мягких лепёшек. Они очень быстро черствеют, поэтому их пекут накануне Пасхи и в Холь ха-Моэд (в других общинах используются сухие лепёшки, которые можно выпекать задолго до праздника).
- На пасхальном седере благословения произносятся над всеми четырьмя бокалами вина (совпадение с ашкеназским нусахом). При омовении рук (нетилат ядаим) перед вкушением карпаса, в отличие от других общин, произносят благословение.
- При совершении нетилат ядаим (перед едой хлеба и по пробуждении) руки омывают один раз (в других общинах обычно до трёх раз), причём благословение говорят до омовения. Принято, чтобы младший помогал старшему при омовении.
- Благословение на сукку произносят при каждом входе (а не только перед едой).
- Биркат ха-мазон содержит только четыре благословения без принятых в других общинах добавлений.
- Отсчёт омера совершается на иудео-арамейском языке.